# Donji Istok
Istog i Poshtëm en albanais est une localité du Kosovo située dans la ville d'Istog et dans le district de Pejë. Selon le recensement kosovar de 2011, elle compte 597 habitants.

## Géographie
Istog i poshtëm se situe au Nord-Est du Kosovo. La commune principale est à Istog.

## Histoire
Istog i Poshtëm, signifiant « Istog-Bas », était initialement une préfecture.
Devenu village il y a environ 89 ans, il compte aujourd'hui 597 habitants.
Le village était habité par le politicien et ambassadeur Smajl BAJRA. Son nom est donné à une rue « rruga Smajl BAJRA », qui se situe à l'entrée du village. La religion majoritaire est l'islam; la langue, l'albanais.

## Démographie

### Évolution historique de la population dans la localité
| 1948 | 1953 | 1961 | 1971  | 1981  | 1991  | 2011 |
| ---- | ---- | ---- | ----- | ----- | ----- | ---- |
| 444  | 777  | 942  | 1 270 | 1 637 | 1 787 | 597  |

|  |

### Répartition de la population par nationalités (2011)
En 2011, les Albanais représentaient 79,90 % de la population et les Égyptiens 16,58 %.